# 16 Psyche
A 16 Psyche (vagy simán csak Psyche) a legnagyobb egy M típusú kisbolygó. 1852. március 17-én fedezte fel Annibale de Gasparis Nápolyban. A 16-ik kisbolygót Psyché görög istennőről nevezte el.

## Jellemzői
Méretei:  240×185×145 km.
Fémes összetételét először a rádiócsillagászati mérések jelezték. Egyes kisbolygófejlődési modellek egy ütközésekkel „meghámozott” kisbolygó magjának tekintik. Ebben az esetben azonban sok hasonló pályán keringő törmeléket várnánk, de ilyeneket a Psyche pályaparamétereihez közel nem találunk.
Eddig két csillagfedés során észlelték: mindkettőt Mexikóból (2002. március 22-én és május 16-án). A fénygörbe változásából háromtengelyű ellipszoid alakra következtettek.
Az észlelési eredményekből ma már tudjuk, hogy térfogatának 30–60 százaléka fémes anyag. „Egy eddig nem látott fajtájú világot fogunk felderíteni. Nincs már sok teljesen felderítetlen objektumtípus a Naprendszerünkben, amit meg tudunk látogatni. Ez az, ami annyira izgalmas ebben az egészben” — mondta el a NASA indítás előtti sajtótájékoztatóján az egymilliárd dolláros költségű Psyche küldetést vezető Lindy Elkins-Tanton, az Arizonai Állami Egyetem bolygókutató professzora. „Ennek az eddig űrszonda által nem vizsgált kisbolygótípushoz tartozó aszteroidának a felderítésével új betekintést nyerünk majd a Naprendszer építőköveinek egy további szeletébe” — nyilatkozott a Qubitnek David Williams, aki szintén az Arizonai Állami Egyetem bolygókutató professzora. Williams tagja a Psyche űrszonda kutatócsoportjának, és korábban több NASA-szondán, köztük a szintén a Mars és a Jupiter között keringő Vesta és Ceres kisbolygókat meglátogató Dawn küldetésen dolgozott.
2023. október 13-án a NASA a floridai Kennedy Űrközpontból, a SpaceX Falcon Heavy rakétájával nyolc éves küldetésre indította az aszteroidáról ugyancsak Psychének elnevezett űrszondát, hogy felderítse a fémtartalma miatt a legértékesebb égitestnek tartott kisbolygót. A kutatók reményei szerint a szonda mérései megvilágítják, miként jöttek létre a Földhöz hasonló kőzetbolygók magjai és milyen viszonyok uralkodtak a Naprendszer keletkezésekor.
A négy, ún. Hall-effektussal működő, xenonnal hajtott ionhajtóművet most próbálják ki először a mélyűrben használni. Ez nagyon röviden úgy működik, hogy a hajtóművek elektromos és mágneses mezőket hoznak létre, melyeken keresztül ionizált xenonatomokat löknek ki másodpercenként 15 kilométeres sebességgel, és az így keletkező tolóerő hajtja a szondát. A Jet Propulsion Laboratory vezető mérnöke, David Oh szerint ez 30 éve még csak a Star Warsban tűnt elképzelhetőnek, és a xenon miatt kéken világító hajtóművek még mindig sci-finek tűnnek, de ha minden jól megy, a fellövés után hónapokig fognak működni.
A tervek szerint a szonda hat évig utazik a világűrben, és 2029-ben éri el a Mars és a Jupiter között félúton keringő célpontját, amit utána két évig vizsgál. Az eredeti tervek szerint a 2026-ban ért volna célba, de a NASA bolygókutató űrszondáiról ismert kutatóintézet, a Jet Propulsion Laboratory (JPL) túlterheltsége miatt az indítást egy évvel csúsztatni kellett, amiért többet utazik új generációs ionhajtóműveivel. A hatalmas napelemtábláival egy nagyobb csuklós busz méretét is elérő szonda  tudományos műszerparkja hagyományos:_egy magnetométer, egy gamma-sugárzás- és neutronspektrométer, egy multispektrális képalkotó és egy X-sávú rádiótávközlő rendszer.  Ezek felvételeket készítenek majd a kisbolygóról, feltárják annak összetételét, belső szerkezetét és esetleges mágneses terét.
A domborzatot vizsgálva megállapíthatják, hogy nézhet ki egy becsapódási kráter egy ilyen aszteroidán, és hogy vannak-e rajta hegyek és lávafolyamok.
Az ilyen küldetések rendkívül fontosak lehetnek ahhoz, hogy meg lehessen állapítani egy aszteroida pontos összetételét, amiről jelenleg a Psyche esetében is csak találgatni lehet.
Itt két, radikálisan különböző elmélet csap össze:
- az egyik hipotézis szerint az aszteroida valójában egy bolygó kihűlt magja, amely rég elveszítette a külső rétegeit — ebben az esetben eddig sosem látott lehetőséget biztosít arra, hogy betekintést nyerjünk a Föld magjának felépítésébe;
- a másik szerint a Psyche egy egyelőre csak elméleti síkon létező, ősi anyagból áll — azt nyilván nem kell magyarázni, hogy miért lenne érdekes, ha valóban a Naprendszer korai állapotát tükröző ősi objektumról lenne szó.[5]

Az első esetben a sok milliárd tonna vas és nikkel mellett elég nagy részben aranyat és platinát tartalmazhat. Már most, a 2020-as évek elején is vannak olyan, az aszteroidák bányászatát tervező cégek, amelyek számára alapvető ezek anyagi összetételének minél pontosabb megismerése. A James Webb űrtávcső , 2023 márciusában infravörös felvételeket készített a kisbolygó északi pólusáról. Ezek tanúsága szerint a vasatomok egy (kis) részéhez valószínűleg hidroxilcsoportok kapcsolódnak.